# Riley & Scott
Riley & Scott Cars Inc. – były amerykański konstruktor samochodów wyścigowych oraz zespół wyścigowy założony przez Boba Rileya i Marka Scotta w 1990 roku.
W historii startów ekipa Riley & Scott Racing pojawiała się w stawce Trans-Am Series, IMSA GT Championship, 24-godzinnego wyścigu Daytona, Sports Racing World Cup, Indy Racing League oraz 24-godzinnego wyścigu Le Mans.
Przedsiębiorstwo zostało oficjalnie zlikwidowane w 2001 roku, jednak zespół wyścigowy startował jeszcze do 2005 roku.